# Gabriel Salgado Aguilar
Mario Gabriel Salgado Aguilar es un político colimense. Salgado Aguilar compitió en 1979 en el Partido Acción Nacional, perdiendo la gubernatura ante la candidata del PRI Griselda Álvarez, quien obtuvo 72,791 votos ante los 15 mil 751 votos que obtuvo Salgado en segundo lugar. En 1985 compitió de nueva cuenta en representación del PAN, siendo derrotado en esta ocasión por Elías Zamora Verduzco del PRI. Fue diputado de la LIV Legislatura del Congreso del Estado de Colima, presidente del PAN en Colima, diputado federal en 1982; presidente del PAN en Tecomán; delegado de este mismo partido en Manzanillo en 2003 y consejero estatal y nacional. En 1988, Salgado renunció por primera vez al PAN para ser candidato del Partido Demócrata Mexicano. Luego de perder la dirigencia estatal ante Luis Fernando Antero Valle, el 20 de diciembre de 2007 presentó su renuncia al PAN, incorporándose a la organización Formación y Cambio Ciudadano, mismo que dejó temporalmente para ser postulado como candidato del Partido Convergencia a la gubernatura de Colima, que nuevamente volvió a perder con Mario Anguiano Moreno.